# گوملانژ
گوملانژ (به فرانسوی: Gomelange) یک کمون در فرانسه است که در Canton of Boulay-Moselle واقع شده‌است.

## خصوصیات
گوملانژ ۹٫۴ کیلومترمربع مساحت و ۴۰۳ نفر جمعیت دارد و ۲۱۰ متر بالاتر از سطح دریا واقع شده‌است.